# Prasinocyma nonyma
Prasinocyma nonyma is een vlinder uit de familie van de spanners (Geometridae). De wetenschappelijke naam van de soort is voor het eerst geldig gepubliceerd in 1926 door Prout. Eerder had Prout de soort in 1925 de naam Prasinocyma eichhorni gegeven, maar die was niet geldig, omdat hij de naam Prasinocyma eichhorni al in 1920 had gebruikt.